# Condado de Dodge (Wisconsin)
El condado de Dodge (en inglés: Dodge County), fundado en 1836, es uno de 72 condados del estado estadounidense de Wisconsin. En el año 2000, el condado tenía una población de 85,897 habitantes y una densidad poblacional de 38 personas por km². La sede del condado es Juneau.

## Geografía
Según la Oficina del Censo, el condado tiene un área total de 2,349 km², de la cual 2,285 km² es tierra y 64 km² (79.63%) es agua.

### Condados adyacentes
- Condado de Fond du Lac (noreste)
- Condado de Washington (este)
- Condado de Waukesha (sureste)
- Condado de Jefferson (sur)
- Condado de Dane (suoroeste)
- Condado de Columbia (oeste)
- Condado de Green Lake (noroeste)

## Demografía
En el censo de 2000, había 85,897 personas, 31,417 hogares y 22,306 familias residiendo en el condado. La densidad poblacional era de 38 personas por km². En el 2000 había 33,672 unidades habitacionales en una densidad de 15 por km². La demografía del condado era de 95.28% blancos, 2.49% afroamericanos, 0.40% amerindios, 0.34% asiáticos, 0.03% isleños del Pacífico, 0.87% de otras razas y 0.58% de dos o más razas. 2.55% de la población era de origen hispano o latino de cualquier raza.

## Localidades
- Ashippun (pueblo)
- Beaver Dam (pueblo)
- Beaver Dam (ciudad)
- Brownsville (villa)
- Burnett (pueblo)
- Calamus (pueblo)
- Chester (pueblo)
- Clyman (pueblo)
- Clyman (villa)
- Columbus (ciudad) (parcial)
- Elba (pueblo)
- Emmet (pueblo)
- Fox Lake (pueblo)
- Fox Lake (ciudad)
- Hartford (ciudad)
- Herman (pueblo)
- Horicon (ciudad)
- Hubbard (pueblo)
- Hustisford (pueblo)
- Hustisford (villa)
- Iron Ridge (villa)
- Juneau (ciudad)
- Kekoskee (villa)
- Lebanon (pueblo)
- LeRoy (pueblo)
- Lomira (pueblo)
- Lomira (villa)
- Lowell (pueblo)
- Lowell (villa)
- Mayville (ciudad)
- Neosho (villa)
- Oak Grove (pueblo)
- Portland (pueblo)
- Randolph (villa)
- Reeseville (villa)
- Rubicon (pueblo)
- Shields (pueblo)
- Theresa (pueblo)
- Theresa (villa)
- Trenton (pueblo)
- Watertown (ciudad) (parcial)
- Waupun (ciudad) (parcial)
- Westford (pueblo)
- Williamstown (pueblo)

### Áreas no incorporadas
- Knowles
- LeRoy
- Rolling Prairie
- Woodland